# Sead Hakšabanović
Sead Hakšabanović (Hyltebruk, 1999. május 4. –) svéd születésű montenegrói válogatott labdarúgó, a skót Celtic csatárja.

## Pályafutása

### Klubcsapatokban
Hakšabanović a svédországi Hyltebruk községben született. Az ifjúsági pályafutását a Halmstad akadémiájánál kezdte.
2015-ben mutatkozott be a Halmstad első osztályban szereplő felnőtt keretében. 2017-ben az angol West Han United szerződtette. 2018 és 2020 között a spanyol Málaga és a svéd Norrköping csapatát erősítette kölcsönben. A lehetőséggel élve, 2020-ban a Norrköpinghez igazolt. 2021-ben az orosz Rubin Kazanyhoz írt alá. A 2022-es szezon első felében a Djurgårdennél szerepelt kölcsönben. 2022. augusztus 25-én ötéves szerződést kötött a skót első osztályban érdekelt Celtic együttesével. Először a 2022. szeptember 18-ai, St. Mirren ellen 2–0-ra elvesztett mérkőzés 57. percében, Liel Abada cseréjeként lépett pályára. Első góljait 2022. november 5-én, a Dundee United ellen hazai pályán 4–2-es győzelemmel zárult találkozón szerezte meg.

### A válogatottban
Hakšabanović az U17-es és az U19-es korosztályú válogatottakban is képviselte Svédországot.
2017-ben debütált a montenegrói válogatottban. Először a 2017. június 10-ei, Örményország ellen 4–1-re megnyert mérkőzés 85. percében, Vladimir Jovovićot váltva lépett pályára. Első válogatott gólját 2019. november 19-én, Fehéroroszország ellen 2–0-ás győzelemmel zárult barátságos mérkőzésen szerezte meg.

## Statisztikák
2023. március 18. szerint
| Klub            | Szezon   | Osztály              | Bajnokság | Bajnokság | Kupa  | Kupa | Nemzetközi | Nemzetközi | Összesen | Összesen |
| Klub            | Szezon   | Osztály              | Meccs     | Gól       | Meccs | Gól  | Meccs      | Gól        | Meccs    | Gól      |
| --------------- | -------- | -------------------- | --------- | --------- | ----- | ---- | ---------- | ---------- | -------- | -------- |
| Halmstad        | 2015     | Allsvenskan          | 10        | 0         | 0     | 0    | —          | —          | 10       | 0        |
| Halmstad        | 2016     | Superettan           | 32        | 8         | 1     | 0    | —          | —          | 33       | 8        |
| Halmstad        | 2017     | Allsvenskan          | 18        | 4         | 1     | 1    | —          | —          | 19       | 5        |
| Halmstad        | Összesen | Összesen             | 60        | 12        | 2     | 1    | 0          | 0          | 62       | 13       |
| West Ham United | 2017–18  | Premier League       | 0         | 0         | 2     | 0    | —          | —          | 2        | 0        |
| Málaga          | 2018–19  | Segunda División     | 2         | 0         | 0     | 0    | —          | —          | 2        | 0        |
| Norrköping      | 2019     | Allsvenskan          | 29        | 6         | 3     | 0    | 5          | 2          | 37       | 8        |
| Norrköping      | 2020     | Allsvenskan          | 29        | 7         | 2     | 1    | —          | —          | 31       | 8        |
| Norrköping      | 2021     | Allsvenskan          | 7         | 0         | 4     | 5    | —          | —          | 11       | 5        |
| Norrköping      | Összesen | Összesen             | 65        | 13        | 9     | 6    | 5          | 2          | 79       | 21       |
| Rubin Kazany    | 2021–22  | Premjer Liga         | 20        | 1         | 1     | 0    | 2          | 0          | 23       | 1        |
| Djurgården      | 2022     | Allsvenskan          | 11        | 2         | 0     | 0    | —          | —          | 11       | 2        |
| Celtic          | 2022–23  | Scottish Premiership | 18        | 5         | 6     | 0    | 6          | 0          | 30       | 5        |
| Összesen        | Összesen | Összesen             | 176       | 33        | 20    | 7    | 13         | 2          | 209      | 42       |

### A válogatottban
| Válogatott | Év       | Pályára lépés | Gól |
| ---------- | -------- | ------------- | --- |
| Montenegró | 2017     | 2             | 0   |
| Montenegró | 2018     | 2             | 0   |
| Montenegró | 2019     | 4             | 1   |
| Montenegró | 2020     | 6             | 0   |
| Montenegró | 2021     | 11            | 0   |
| Montenegró | 2022     | 5             | 0   |
| Összesen   | Összesen | 30            | 1   |

#### Góljai a válogatottban
| # | Időpont            | Helyszín                              | Ellenfél         | Gólok | Eredmény | Kiírás              |
| - | ------------------ | ------------------------------------- | ---------------- | ----- | -------- | ------------------- |
| 1 | 2019. november 19. | Városi Stadion, Podgorica, Montenegró | Fehéroroszország | 2–0   | 2–0      | Barátságos mérkőzés |